# 韓杰諭
韓杰諭（1999年12月17日—）是臺灣男子籃球運動員，場上主打位置為大前锋，最後效力於P. LEAGUE+台鋼獵鷹。

## 生平
韓杰諭畢業於金華國中、泰山高中、國立體育大學，高二起受到左膝傷勢困擾，2018年3月25日對左膝十字韌帶進行手術，之後復健十個月才重返球場。2021年原有投入P. LEAGUE+新人選秀會但最終退出。2022年7月在T1聯盟新人選秀會第一輪獲得臺南台鋼獵鷹青睞，之後退出P. LEAGUE+新人選秀會。

## 國家隊生涯
2022年2月入選中華男籃征戰2023年世界盃籃球賽亞洲區資格賽。2022年6月代表中華臺北征戰2022年三對三世界盃籃球賽。2023年6月入選2021年世大運男籃賽中華臺北代表隊。

## 外部連結
- 韓杰諭的Instagram帳戶
- 韓杰諭在fiba.basketball（英语）
- 韓杰諭在archive.fiba.com（存檔）（英语）
- 韓杰諭在fiba3x3.com（英语）
- 韓杰諭在P. LEAGUE+官網
- 韓杰諭在Eurobasket.com（球員）（英语）
- 韓杰諭在Eurobasket.com（球員）（英语）
- 韓杰諭在Proballers（英语）
- 韓杰諭在RealGM（球員）（英语）
- 韓杰諭在Flashscore（英语）